# دم، عاطفة وقهوة (فلم 2019)
دم، عاطفة وقهوة أو قهوة بنكهة أرضي (بالإسبانية: Café con sabor a mi tierra) هو فيلم دراما هندوراسي صدر عام 2019 من بطولة أليخاندرا آرياس، وإخراج كارلوس ميمبرينو. تم اختيار الفيلم كمدخل لهندوراس لجائزة أفضل فيلم بلغة أجنبية في حفل توزيع جوائز الأوسكار الثاني والتسعون، لكن لم يتم ترشيحه.

## ملخص القصة
القصة مستوحاة من أحداث حقيقة، تدور حول عائلة منتجة للبن من بلدة ماركالا في هندوراس. حيث يتأثر حصادهم بالمرض وانخفاض أسعار البن. في محاولة للنجاة، ستكون الهجرة أحد الخيارات لإنقاذ مزرعتهم. لكنها لن تكون العقبة الكبرى التي سيتعين عليهم التغلب عليها، الموت سيضعهم أيضاً تحت الاختبار لمعرفة ما إذا كانت الروابط العائلية القوية غير قابلة للكسر، لتظهر التضحية والعاطفة والإيمان الموجودة وراء فنجان القهوة المستهلك في العالم.

## طاقم التمثيل
- اليخاندرا آرياس بدور نانسي
- انريكي بارينتوس بدور أوسكار ماتوت
- اثيل فلوريس بدور مارسيلينا دي ماتوت
- كارلوس ألبرتو مونكادا بدور روجر ماتوت
- خورخي أوسورتو بدور دون بيدرو
- ماريو روداليس بدور داجوبيرتو
- إنريكي روميرو بدور دون نابو ماتوت

## روابط خارجية
- مقالات تستعمل روابط فنية بلا صلة مع ويكي بيانات